# Весенний ветер
«Весенний ветер» (фр. «Vent printanier» или фр. Vent de printemps) — облава, состоявшаяся 16 июля 1942 года, вследствие которой по наводке немецких властей было арестовано французской полицией и далее депортировано в лагеря смерти более 13 000 евреев, живших тогда в Париже.

## Событие
Один из эпизодов Холокоста во Франции. Мужчин и женщин, стариков и детей, почти все из них французские граждане, заперли на зимнем велодроме «Вель д’Ив» перед отправкой в Аушвиц и другие концлагеря, при этом концентрационные лагеря в предместьях Парижа были созданы французскими властями. Из 13 000 человек, пострадавших от облавы, пережило Холокост меньше ста. Операция «Весенний ветер» была личным планом по «зачистке» Теодора Даннекера (ставленника Эйхмана), который в это время служил в Париже. Целью операции было, естественно, «окончательное решение еврейского вопроса». Но выслужиться перед начальством Даннекеру не удалось: операция «Весенний ветер» была признана несостоявшейся, так как запланировано было арестовать и депортировать вдвое больше евреев; и это при том, что в своём рвении угодить фашистам, французские власти расширили требования к возрастным рамкам арестантов. Если немцы требовали арестовывать евреев от 16 до 50 лет, французы согнали в Вель-д’Ив каждого от годовалого до 70-летних.
Сегодня на месте Вель-д’Ив находится министерство внутренних дел Франции. Только в 1995 году Жак Ширак признал вину Франции в этой трагедии, до того времени история прямо не замалчивалась, но и внимание на ней не акцентировалось.
Жертвам облавы «Вель д’Ив» 16 и 17 июля 1942 года в Париже установлен памятник работы скульптора Вальтера Шпитцера и архитектора Марио Азагури. Вальтер Шпитцер ребёнком находился на велодроме среди арестованных евреев, его и еще несколько малышей чудом удалось спасти Матери Марии (Скобцовой), которая вывезла детей в мусорных контейнерах. Мать Мария погибла через 3 года в лагере Равенсбрюк в газовой камере за неделю до освобождения концлагеря Красной армией.